# Дермис
Дермис  или коријум јесте слој коже између епидермиса (са којим чини кутис) и поткожног ткива, које се првенствено састоји од густог неправилног везивног ткива  и ареолног везивног ткива, као што је колаген са еластином распоређеним у дифузне снопове и ткане патерне. Он штити тело од стреса и напрезања.
Дермис има два слоја: папиларни дермис и ретикуларни слој. Папиларни слој је површински слој који формира избочине попут прстију у епидерму (дермалне папиле), и састоји се од високо васкуларизованог, лабавог везивног ткива. Ретикуларни слој је дубоки слој дермиса и састоји се од густог, неправилног везивног ткива. Ови слојеви служе да дају еластичност интегументу, омогућавајући истезање и дајући флексибилност, а истовремено се одупиру изобличењима, борама и опуштености. Дермални слој обезбеђује место за завршетке крвних судова и нерава. Многи хроматофори су такође ускладиштени у овом слоју, као и базе интегументалних структура као што су коса, перје и жлезде.

## Грађа
Дермис се састоји од три главна типа ћелија: фибробласта, макрофага и мастоцита. Структурне компоненте дермиса су колаген, еластична влакна и екстрафибриларни матрикс. Колаген (који обезбеђује снагу), еластин (који обезбеђује еластичност) и екстрафибриларни матрикс, екстрацелуларна супстанца налик гелу првенствено састављена од гликозаминогликана (најчешће хијалурона), протеогликана, и гликопротеини.
Такође дермис садржи механорецепторе који обезбеђују осећај додира и терморецепторе који обезбеђују осећај топлоте. Поред тога, у дермису су присутни фоликули длаке, знојне жлезде, лојне жлезде (уљне жлезде), апокрине жлезде, лимфни судови, нерви и крвни судови. Ти крвни судови обезбеђују исхрану и уклањање отпада и за дермалне и за епидермалне ћелије.

## Слојеви

### Папиларни дермис
Папиларни дермис је највиши слој дермиса. Преплиће се са  гребенима епидермиса и састоји се од финих и лабаво распоређених колагених влакана. Папиларни регион се састоји од лабавог ареолног везивног ткива. Име је добио по својим избочинама налик прстима које се називају папиле или дермалне папиле посебно, које се протежу према епидермису и садрже или терминалне мреже крвних капилара или тактилна Мајснерова тела.

### Папили дермис
Папиларни дермис (ПД) су мали продужеци (или интердигитације) дермиса налик брадавицама у епидерму. На површини коже руку и стопала појављују се као епидермални, папиларни или фрикциони гребени (колоквијално познати као отисци прстију).
Крвни судови у дермалним папилама негују све фоликуле длаке и доносе хранљиве материје и кисеоник у доње слојеве епидермалних ћелија. Образац гребена који се производи на рукама и стопалима су делимично генетски одређене карактеристике које се развијају пре рођења. Они остају суштински непромењени (осим величине) током живота и стога одређују обрасце отисака прстију, што их чини корисним у одређеним функцијама личне идентификације.
Дермалне папиле су део најгорњег слоја дермиса, папиларног дермиса, а гребени које формирају у великој мери повећавају површину између дермиса и епидермиса. Пошто је главна функција дермиса да подржи епидерму, ово у великој мери повећава размену кисеоника, хранљивих материја и отпадних производа између ова два слоја. Поред тога, повећање површине спречава раздвајање дермалног и епидермалног слоја јачањем споја између њих. Са годинама, папиле имају тенденцију да се спљоште и понекад повећавају број.
Кожа шака и прстију и стопала и ножних прстију је од стране форензичара позната као кожа гребена трења. Анатомисти га познају као дебела кожа, воларна кожа или кожа без длаке. Има подигнуте гребене, дебљи и сложенији епидермис, повећане сензорне способности, одсуство длака и лојних жлезда. Гребени повећавају трење ради бољег хватања.
Дермалне папиле такође играју кључну улогу у формирању, расту и циклусу длаке.
У слузокожама, структуре еквивалентне дермалним папилама се генерално називају "папиле везивног ткива", које се међусобно спајају са рете клиновима површног епитела. Дермалне папиле су мање изражене на танким деловима коже.

### Ретикуларни дермис
Ретикуларни дермис је доњи слој дермиса, који се налази испод папиларног дермиса, састављен од густог неправилног везивног ткива које садржи густо збијена колагена влакна. То је примарна локација дермалних еластичних влакана.
Ретикуларни регион је обично много дебљи од прекривеног папиларног дермиса. Име је добио по густој концентрацији колагених, еластичних и ретикуларних влакана која се проткају кроз њега. Ова протеинска влакна дају дермису својства чврстоће, растегљивости и еластичности.
У ретикуларном региону налазе се корени косе, лојне жлезде, знојне жлезде, рецептори, нокти и крвни судови. Оријентација колагених влакана унутар ретикуларног дермиса ствара линије напетости које се називају Лангерове линије, које су од посебног значаја у хирургији и зарастању рана.